# Kaagvere (Kastre)
Kaagvere (Duits: Kawershof) is een plaats in de Estlandse gemeente Kastre, provincie Tartumaa. De plaats heeft de status van dorp (Estisch: küla) en telt 233 inwoners (2021).
Het dorp hoorde tot in oktober 2017 bij de gemeente Mäksa. In die maand werd Mäksa bij de nieuwe fusiegemeente Kastre gevoegd.
De plaats ligt aan de rivier Emajõgi. Aan de overkant ligt Luunja. 2 km stroomafwaarts ligt Vana-Kastre.

## Geschiedenis
Kaagvere hoorde bij het gelijknamige landgoed (Estisch: Kaagvere mõis, Duits: Gut Kawershof), dat voor het eerst genoemd wordt in 1549. Een alternatieve naam voor het landgoed was Fyfhusen. Het was in het bezit van een aantal Baltisch-Duitse families, zoals de Stackelbergs, de von Tiesenhausens en de von Nolckens. Eduard Georg von Nolcken was de laatste eigenaar voordat het landgoed door het onafhankelijk geworden Estland werd onteigend.
Het landhuis van het landgoed was vanaf 1926 een weeshuis. In 1941 werd het door oorlogshandelingen verwoest. Een aantal bijgebouwen is wel bewaard gebleven, sommige in slechte staat, andere gerestaureerd. In 1957 werd op de plaats van het landhuis een nieuw bouwwerk opgetrokken. Tussen 1965 en 2009 was hier een school voor moeilijk opvoedbare meisjes (de Kaagvere erikool) gevestigd. In 2009 was de bouwkundige staat van het gebouw zo slecht geworden dat de school moest verhuizen. Sindsdien staat het gebouw leeg.
Pas in 1920 ontstond een nederzetting op het terrein van het vroegere landgoed. In 1977 kreeg ze officieel de status van dorp.

## Foto's

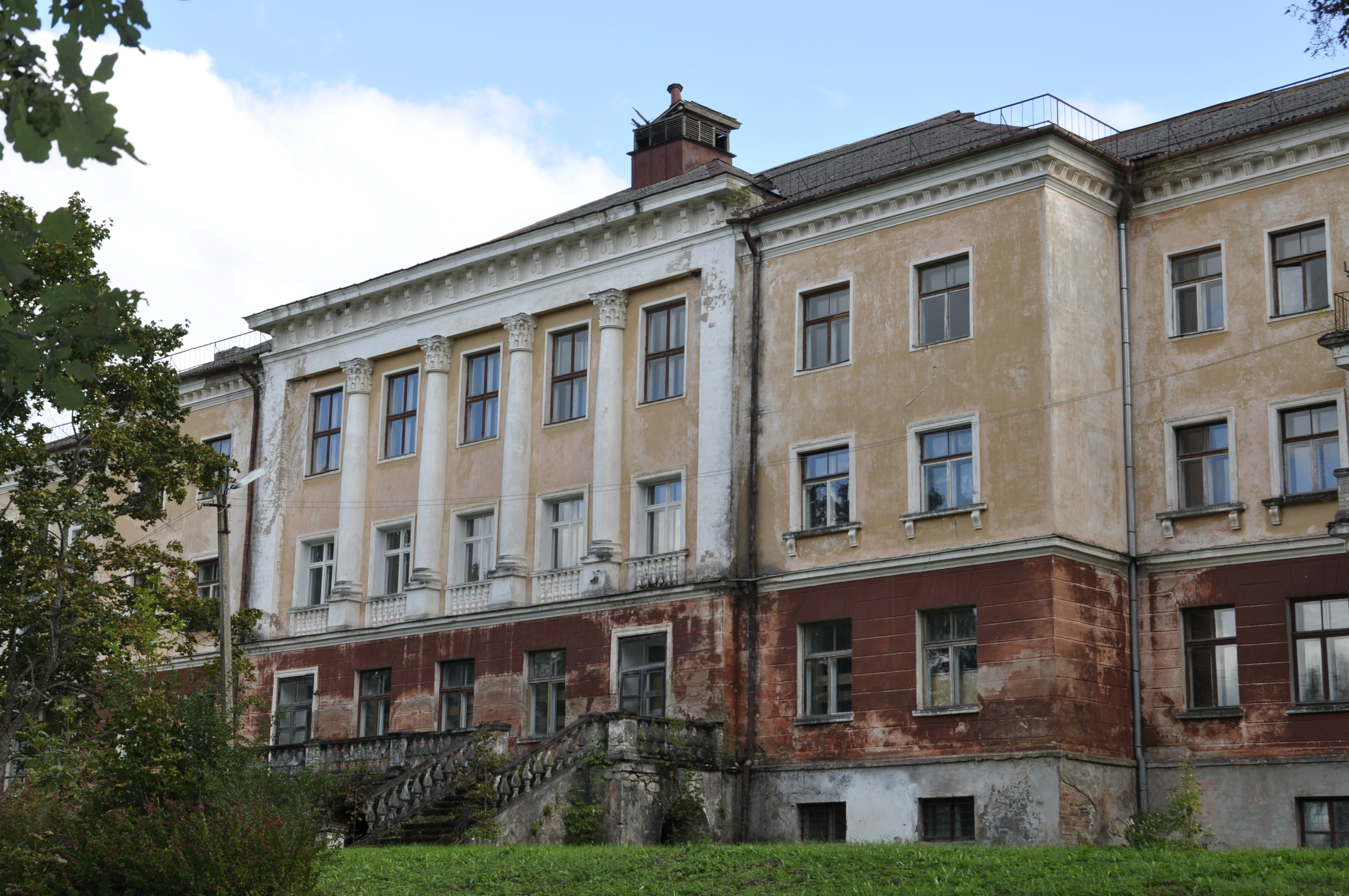
De voormalige meisjesschool
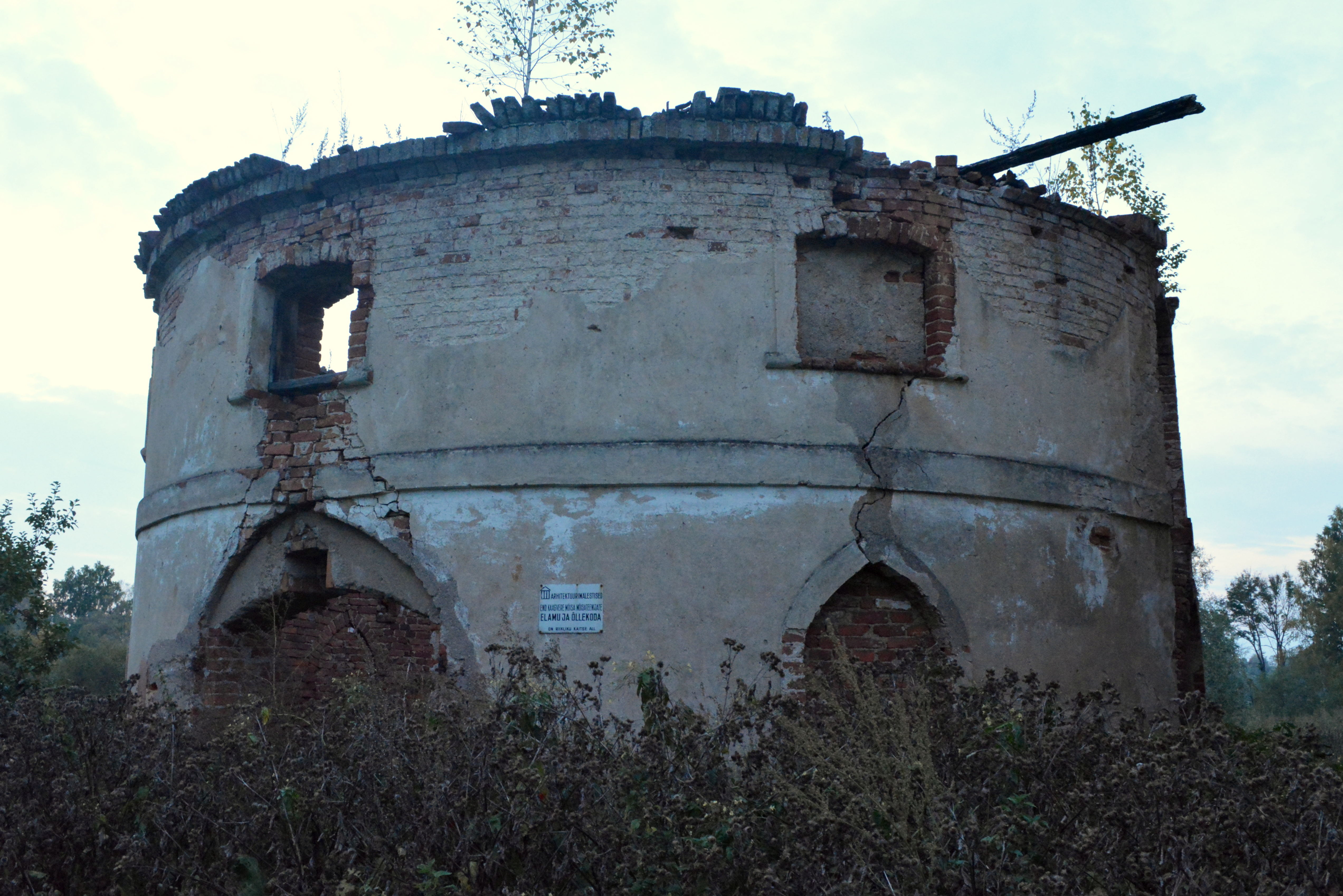
Opslagplaats voor bier
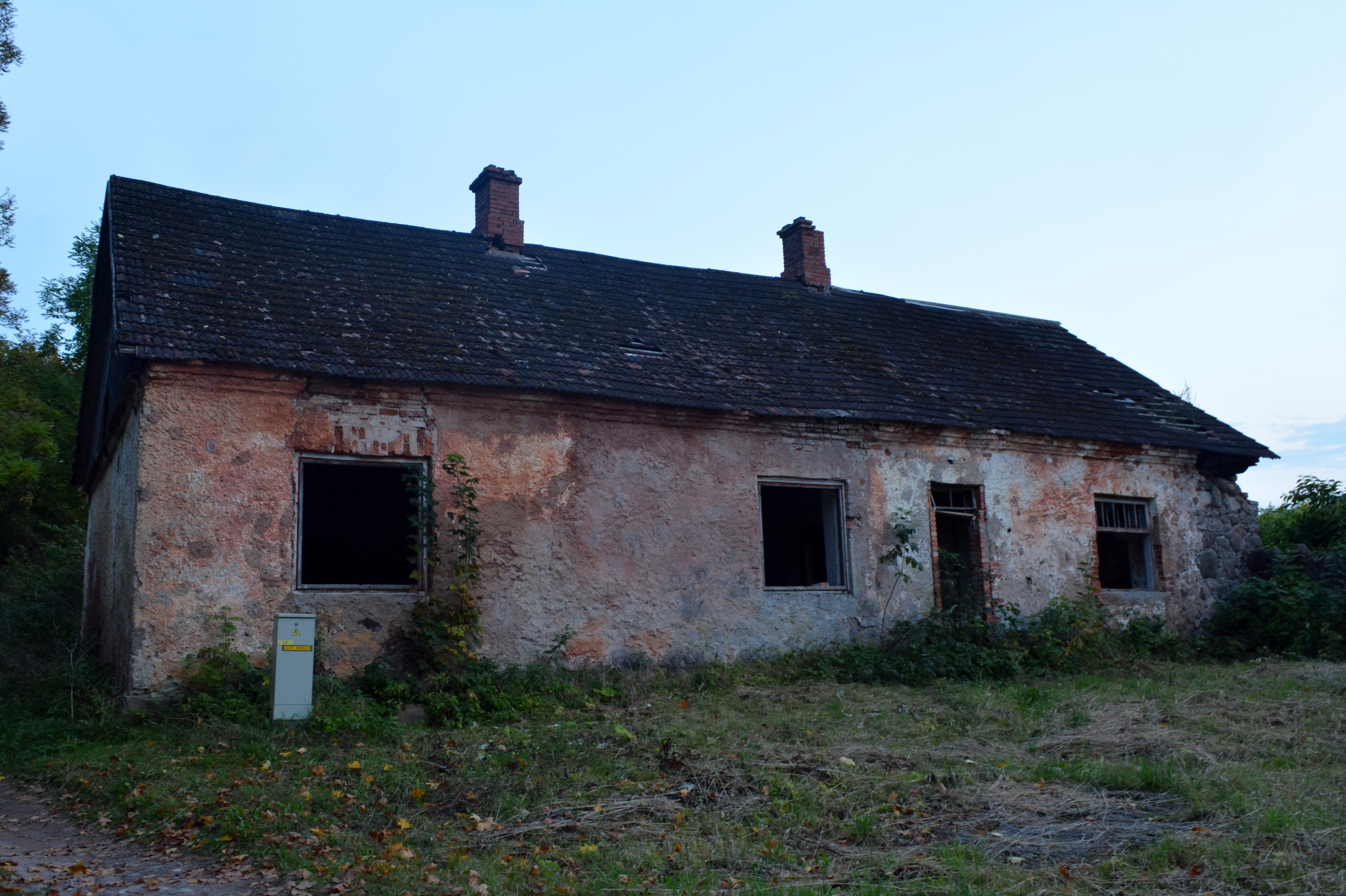
Het tuinhuis
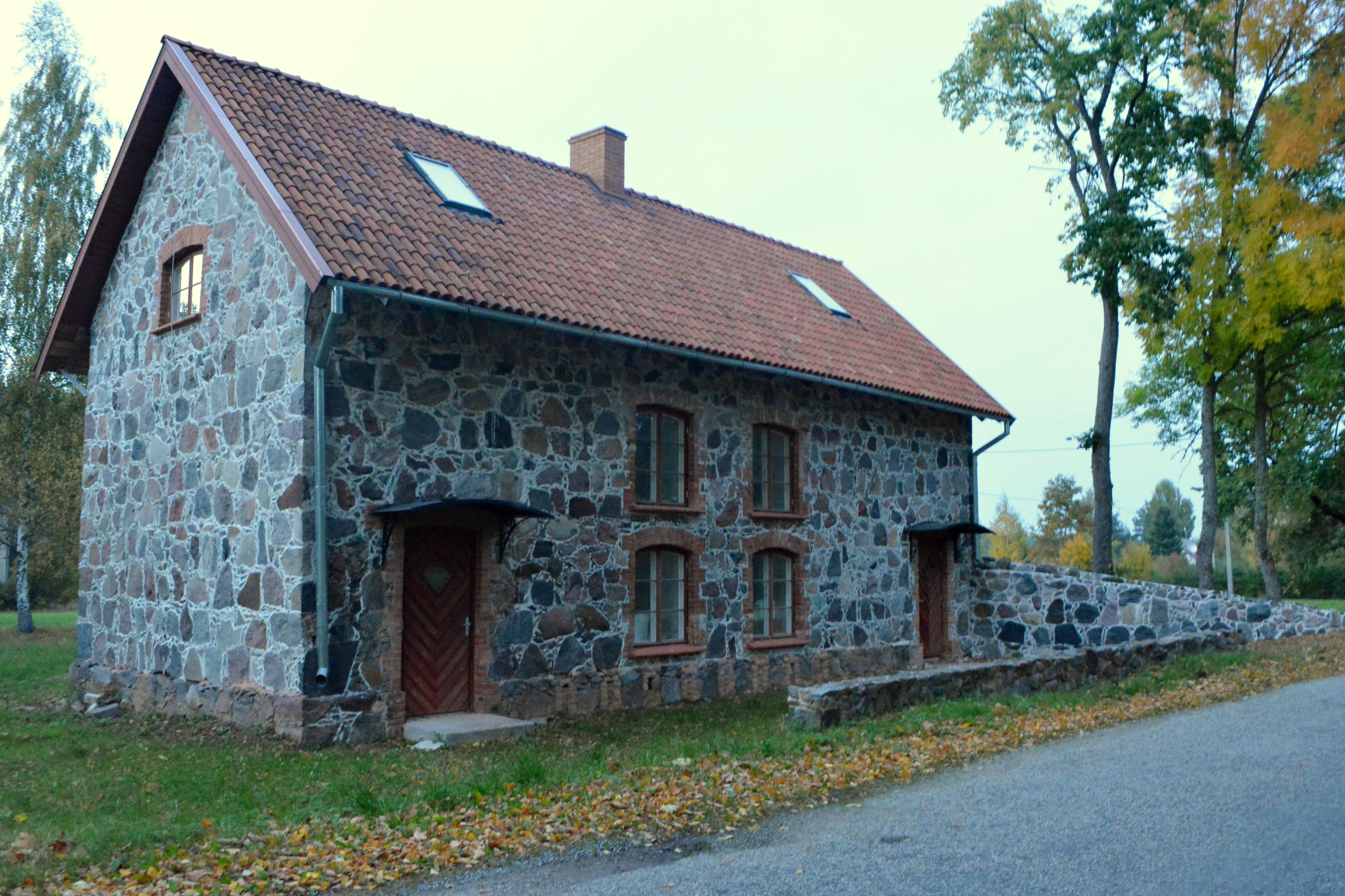
De droogschuur
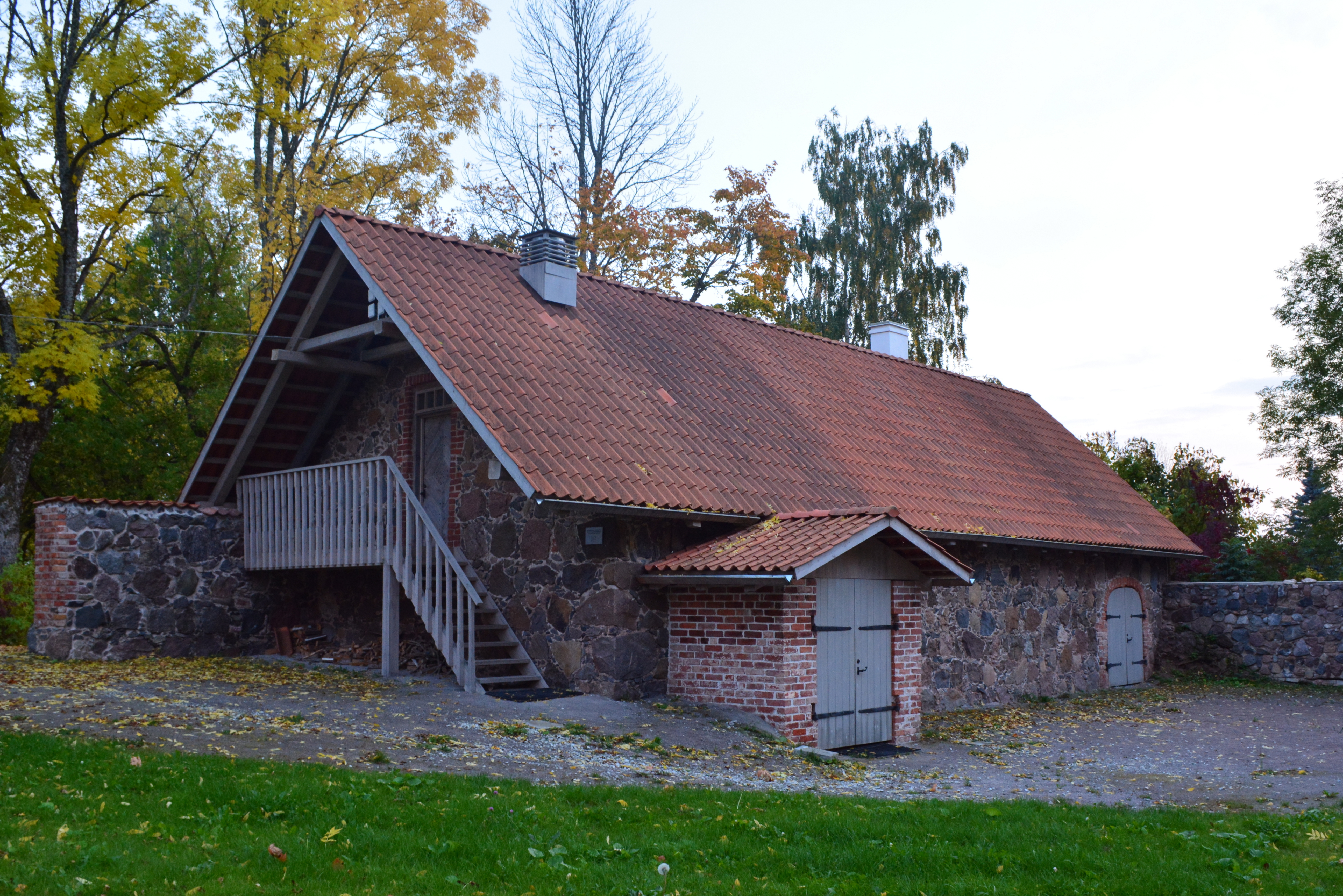
De kelder
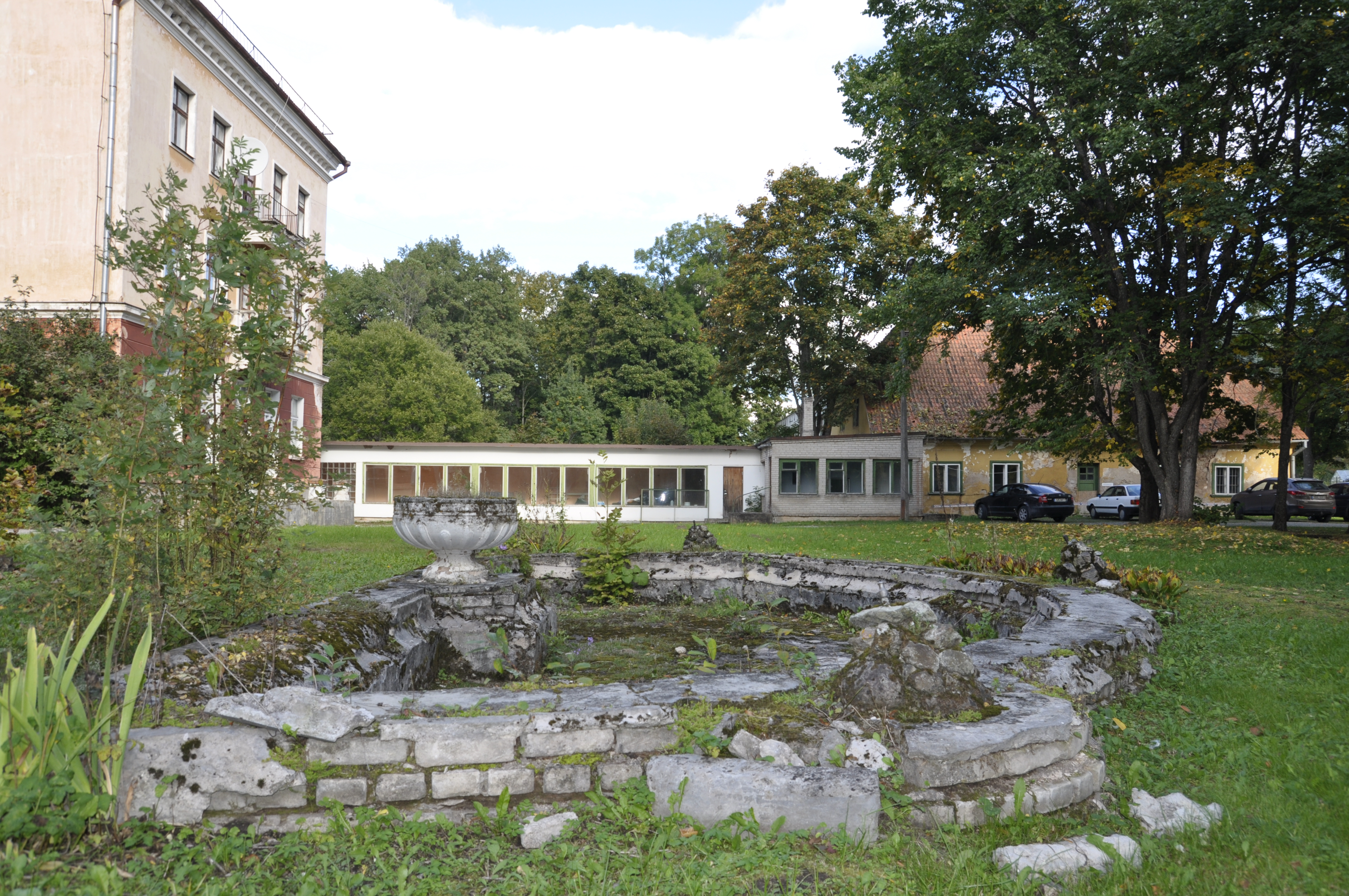
In het park